# Борис (Гудзяк)
Бори́с Андре́й Гудзя́к (укр. Борис Андрій Ґудзяк; 24 ноября 1960, Сиракьюс, США) — грекокатолический священнослужитель, президент Украинского католического университета (УКУ, Львов), первый епископ епархии святого Владимира Великого в Париже с 19 января 2013 года по 18 февраля 2019 года, с 4 июня — митрополит Филадельфийский.

## Биография
Родители — выходцы из Львовской области. В детстве был членом скаутской организации «Пласт». Окончил университет в Сиракузах, учился в Папском Урбанианском университете в Риме, Папском восточном институте. В 1992 году в Гарвардском университете (США) получил научную степень доктора философии в области славянской и византийской культурно-церковной истории. В 1993 году приехал на Украину и организовал Институт истории Церкви, работал над восстановлением Львовской богословской академии и созданием УКУ. В 1995—2000 годах — вице-ректор УКУ, с 2000 года -
ректор.
14 августа 1998 года рукоположён в дьяконы, а 26 ноября того же года в священники.
Ведущий научный работник УКУ в отрасли церковной истории, организовал много международных научных конференций, в частности «Берестейские чтения» (1994—1996). Автор свыше тридцати печатных работ. Его главный труд — «Киевская митрополия, Царьградский патриархат и генезис Брестской унии». Является автором исследования «Кризис и реформы», опубликованного на английском (1998) и украинском (2000) языках.
21 июля 2012 года Папа Бенедикт XVI назначил отца Бориса Гудзяка титулярным епископом Каркабии и Апостольским экзархом УГКЦ во Франции. 26 августа 2012 года состоялось рукоположение в сан епископа.
19 января 2013 года Римский папа Бенедикт XVI возвёл апостольский экзархат Франции в ранг епархии с названием «Епархия Святого Владимира Великого в Париже», и Борис Гудзяк стал её первым епископом.

## Награды
- Орден «За заслуги» II степени (Украина, 22 июля 2008 года) — за весомый личный вклад в развитие духовности в Украине, многолетнюю плодотворную церковную деятельность и по случаю 1020-летия крещения Киевской Руси[6]
- Орден «За заслуги» III степени (Украина, 16 февраля 2005 года) — за весомый личный вклад в защиту демократии, единства, соборности и независимости Украины, отстаивание идеалов свободы и прав человека, активную гражданскую позицию[7]
- Крест Ивана Мазепы (Украина, 4 сентября 2023 года) — за весомый личный вклад в укрепление межгосударственного сотрудничества, поддержку государственного суверенитета и территориальной целостности Украины, популяризацию Украинского государства в мире[8]
- Юбилейная медаль «25 лет независимости Украины» (Украина, 22 августа 2016 года) — за весомый личный вклад в укрепление международного авторитета Украинского государства, популяризацию её исторического наследия и современных достижений и по случаю 25-й годовщины независимости Украины[9]
- Кавалер ордена Почётного Легиона (Франция, 2015)[10]
- Кавалер ордена Академических пальм (Франция, 2008)
- Орден «За интеллектуальную отвагу» (Украина, 2005)
- Премия Василия Стуса (Украина, 2018)[11]
- Премия фонда Антоновичей (США, 2006)
- Почётный гражданин Львова (2007)